# Fiona Lazaar
Pour les articles homonymes, voir Lazaar.
Fiona Lazaar, née le 19 septembre 1985, est une femme politique française, députée du Val-d'Oise de 2017 à 2022.
Alors membre de La République en marche (LREM), elle est élue députée dans la cinquième circonscription du Val-d'Oise lors des élections législatives de 2017. Elle appartient à l'aile gauche du groupe LREM. En janvier 2021, elle quitte ce groupe parlementaire et rejoint le parti Les Nouveaux Démocrates. Elle revient finalement dans le groupe LREM comme apparentée en juillet 2021. Elle est battue lors des élections législatives de 2022.

## Situation personnelle
Fiona Lazaar est née le 19 septembre 1985 dans le Val d'Oise. Fiona Lazaar suit ses études à l’université de Cergy-Pontoise puis à l’École des praticiens du commerce international (BBA ESSEC, ex-Epsci) où elle est diplômée en 2009 ,.
Elle a été cadre privé dans une grande entreprise de services à l'environnement dans le recyclage et la valorisation des déchets. Elle démissionne au lendemain de son élection.
Fiona Lazaar est mariée, a deux enfants et vit à Argenteuil. Sa mère est française, son père est marocain,.

## Députée

### Élection, fonctions et positionnement à l'Assemblée nationale
Tout juste un an après avoir adhéré à En marche, devenu La République en marche, Fiona Lazaar est élue députée dans la cinquième circonscription du Val-d'Oise lors des élections législatives de 2017, avec 59,7 % des suffrages au second tour face au député sortant Philippe Doucet (PS). 
Elle est membre de la commission des Affaires sociales de l'Assemblée nationale, et 1re vice-présidente de la Délégation aux droits des femmes et à l'égalité entre les hommes et les femmes. 
En octobre 2018, après l'élection de Gilles Le Gendre comme président du groupe La République en marche, elle devient vice-présidente du groupe chargée de l'animation politique et de l'innovation. À l'occasion de la remise en jeu des postes au sein du groupe LREM, en juillet 2019, elle se porte candidate à la présidence de la commission des Affaires sociales ; elle est battue au second tour par la présidente sortante, Brigitte Bourguignon.
Elle appartient à l'aile gauche de la majorité. Alors qu'elle est « un pilier » de la gestation du nouveau groupe Écologie démocratie solidarité, elle renonce à le rejoindre quelques jours avant la conférence de presse annonçant son lancement en mai 2020,,. En décembre 2020, elle annonce son intention de quitter le groupe et le parti LREM pour rejoindre le mouvement Nous Demain. Elle quitte le groupe La République en marche en janvier 2021. Elle est rattachée financièrement à Europe Écologie Les Verts. En juillet 2021, elle réintègre le groupe La République en marche à l'Assemblée nationale, expliquant vouloir finalement « faire bouger les choses de l’intérieur »,.
Candidate à sa réélection lors des élections législatives de 2022, elle est battue par le candidat de La France insoumise au sein de la Nouvelle Union populaire écologique et sociale, Paul Vannier, qui obtient 63,71 % des voix au second tour.

### Activité législative et positionnement

#### Égalité entre les femmes et les hommes
Fiona Lazaar est première vice-présidente de la délégation aux droits des femmes de l'Assemblée nationale et a siégé en mars 2019 au sein de la Commission de l'ONU sur la condition de la femme. Le Parisien indique qu'elle est « activement engagée en faveur de l'égalité professionnelle et salariale » et qu'elle entend agir « pour revoir le congé parental et notamment renforcer le congé paternité ». 
Elle porte également des mesures de protection des femmes victimes de violences conjugales et milite pour la mise en place du bracelet anti-rapprochement. 

##### Proposition de résolution sur la lutte contre les violences faites aux femmes et les féminicides
Début 2020, Fiona Lazaar a mené une mission d'information sur la reconnaissance des féminicides et proposé à la suite de celle-ci une proposition de résolution parlementaire. Son rapport d'information, examiné par la Délégation aux droits des femmes et à l'égalité de chances entre les hommes et les femmes de l'Assemblée nationale, a été adopté à l'unanimité. Fiona Lazaar se positionne contre une introduction du terme "féminicides" dans le Code pénal, jugée inutile en droit et potentiellement contre-productive, mais milite en revanche pour une utilisation plus soutenue du terme, dans toutes les sphères de la société y compris dans l'enceinte judiciaire,,.

#### Lutte contre la pauvreté
Représentante de l'Assemblée nationale au Conseil national des politiques de lutte contre la pauvreté et l'exclusion sociale depuis 2017, Fiona Lazaar est nommée par arrêté du Premier ministre présidente du CNLE en février 2020.
Dans le cadre de la stratégie de lutte contre la pauvreté lancée par Agnès Buzyn, elle préside aux côtés d'Antoine Dulin (vice-président du Conseil économique, social et environnemental), un groupe de travail sur le plan de lutte contre la pauvreté. C'est notamment à l'issue de ses recommandations qu'Emmanuel Macron annonce sa volonté d'instaurer une obligation de formation pour les jeunes de 16 à 18 ans. 
Durant la pandémie de Covid-19, elle plaide pour le versement d'une aide exceptionnelle aux ménages modestes, fragilisés par les mesures de confinement. Elle plaide également pour l'ouverture du revenu de solidarité active (RSA) pour les jeunes de moins de 25 ans les plus exclus, ainsi que pour la mise en place « d'une politique incitative pour l'emploi des jeunes ». 
En circonscription, elle met en place le « Plan 1 000 Jeunes » : une expérimentation pour accompagner les entreprises dans le recrutement de jeunes aux profils trop souvent discriminés.

#### Immigration
Fiona Lazaar a été impliquée sur le volet intégration de la loi pour une immigration maîtrisée, un droit d'asile effectif et une intégration réussie en tant que rapporteure pour avis de la Commission des Affaires Sociales. Elle produit dans ce cadre un rapport contenant plusieurs recommandations. Elle fait adopter avec plusieurs collègues un amendement visant à supprimer le « délit de solidarité ».   
À la suite d'un travail avec des acteurs associatifs, les députés Olivier Véran et Mustapha Laabid et le gouvernement, elle fait adopter un amendement qui va permettre aux 330 000 chibanis de bénéficier d’un accès à la sécurité sociale sans condition de résidence et avec tout titre de séjour, une revendication portée par ceux-ci depuis très longtemps.
Elle s'oppose au placement des mineurs en centre de rétention.

#### Laïcité
Au sein des députés LREM, elle figure parmi les partisans d'une « laïcité ouverte » et « libérale » inspirée du modèle anglo-saxon, et prend notamment la parole pour dénoncer les pressions subies par Decathlon lors de sa mise en vente d'un hijab,.  
Sans s’y opposer publiquement, elle interroge la constitutionnalité de la décision de François de Rugy, président de l'Assemblée nationale, d'interdire les signes religieux dans l'enceinte de l'Hémicycle.
Elle défend la liberté des accompagnatrices scolaires de porter le voile, alors que le ministre de l'Éducation nationale Jean-Michel Blanquer soutient son interdiction dans ce cadre.

#### Loi Avia
En 2019, elle déclare soutenir la proposition de loi contre les contenus haineux sur Internet rapportée par la députée Laetitia Avia, estimant qu'« Internet est devenu un déversoir de haine terrible ».